# Obstansersee-Hütte
Die Obstansersee-Hütte ist eine Alpenvereinshütte der Kategorie I der Sektion Austria des Österreichischen Alpenvereins im Osttiroler Teil der Karnischen Alpen. Sie gilt als wichtiger Etappenstützpunkt auf dem Karnischen Höhenweg.

## Lage
Die Obstansersee-Hütte liegt am nördlichen Ufer des namensgebenden Sees, inmitten eines kleinen Talkessels, der sich nur wenige hundert Meter nördlich der Grenze zur italienischen Provinz Belluno befindet.

## Geschichte

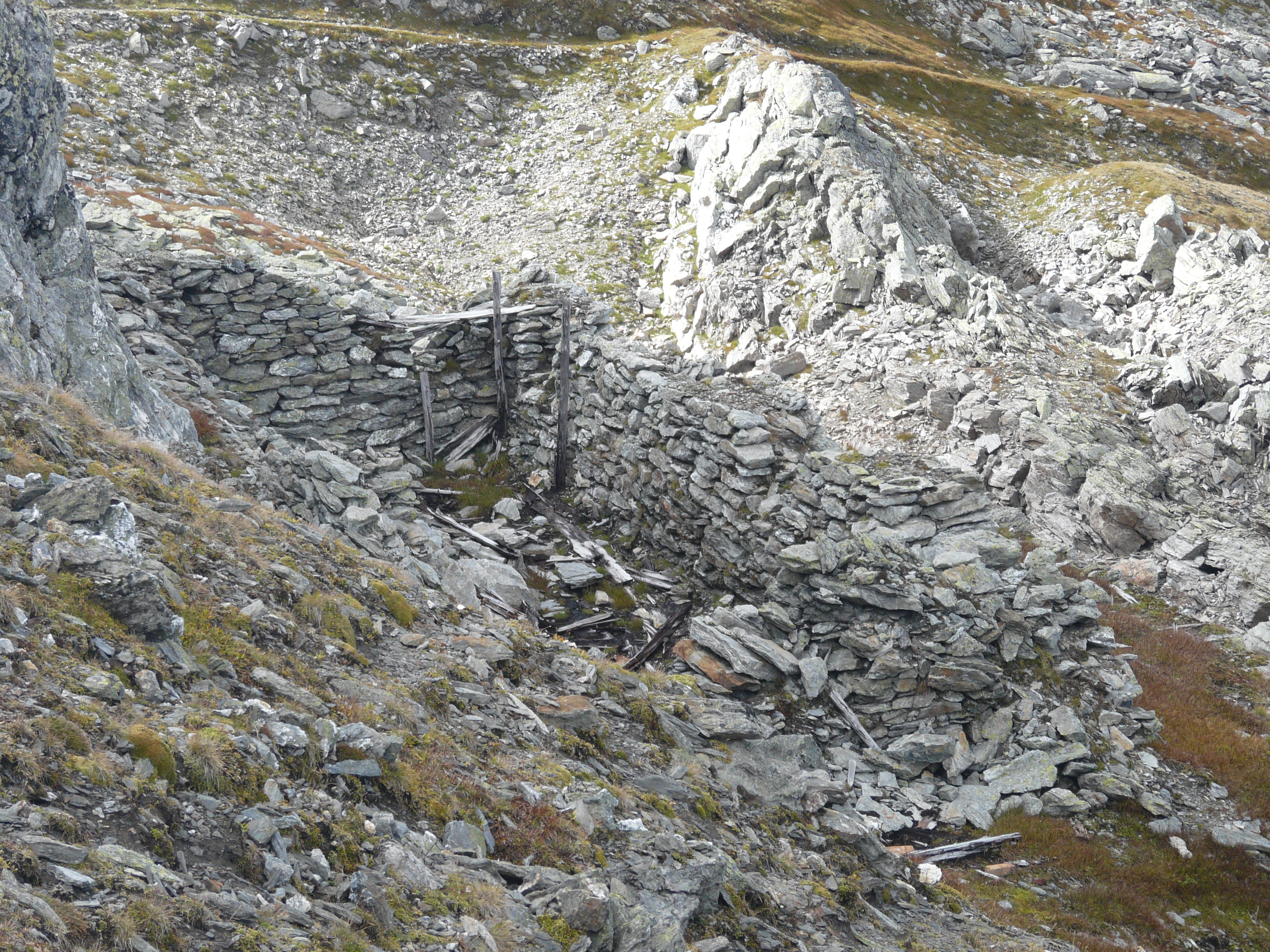
Verfallener Stellungsbau aus dem Ersten Weltkrieg

Im Ersten Weltkrieg lag das Gebiet der heutigen Hütte von 1915 bis 1917 während des sogenannten Gebirgskriegs in unmittelbarer Frontnähe, denn auf dem nur knapp südlich verlaufenden Hauptkamm der Karnischen Alpen lag zu dieser Zeit die Frontlinie zwischen Österreich-Ungarn und Italien. In dieser Zeit wurde auch der vom Talschluss des Winklertals zur Hütte führende Weg ausgebaut. Er wurde als Versorgungslinie für die in diesem Abschnitt liegenden österreichischen Truppen benötigt und musste teilweise aus einer Felswand herausgesprengt werden. In der Umgebung der Obstansersee-Hütte erinnern ein etwa 20 Minuten entfernt gelegener Soldatenfriedhof und die verfallenen Überreste zahlreicher Stellungsbauten auf der Kammlinie noch heute an dieses blutige Kapitel.

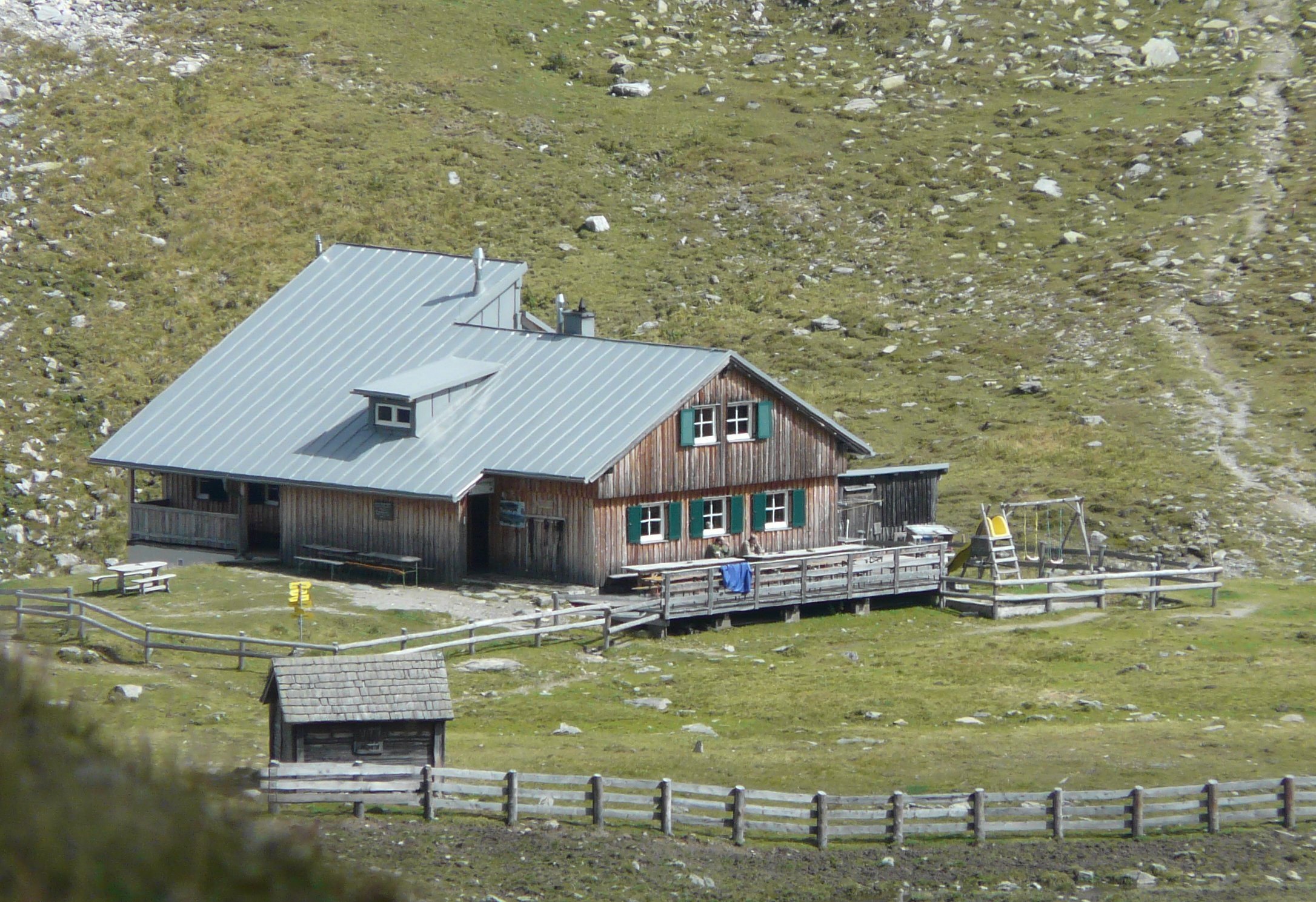
Obstansersee-Hütte vor dem Ausbau (2008)

Eine erste kleine Hütte am Obstansersee wurde 1929 errichtet und obwohl sie nur über eine sehr einfache Ausstattung verfügte und als Übernachtungsmöglichkeit lediglich 14 Lagerplätze anbot, wurde sie bereits von Anfang an bewirtschaftet. Im Jahr 1950 wurde diese Hütte saniert, aber dreißig Jahre später durch einen Neubau ersetzt. Dieser bot zwar jetzt 32 Übernachtungsplätze an, was sich jedoch bald als zu knapp bemessen herausstellte. Deshalb wurde 1998 der Beschluss gefasst, eine Erweiterung der Hütte in Angriff zu nehmen und dieser dann fünf Jahre später umgesetzt.

## Zustiege
- Von Norden her aus Kartitsch (1358 m)

- durch das Winklertal in 3 Stunden
- durch das Schustertal in 4,5 Stunden
- durch das Erschbaumertal in 4 Stunden

- Von Nordwesten her aus Sillian (1080 m) in 4 Stunden
- Von Südwesten her vom Kreuzbergpass (1636 m) in 4,5 Stunden

## Touren
Die nächstgelegenen Hütten auf dem Karnischen Höhenweg sind:
- Sillianer Hütte (2447 m) in 4 Stunden
- Filmoor-Standschützenhütte (2350 m) in 3 Stunden
- Porzehütte (1942 m) in 6 Stunden

## Gipfelbesteigungen
- Roßkopf-Höhe (2603 m) in 1,5 Stunden
- Pfannspitze (2678 m) in 1,25 Stunden
- Tscharrknollen (2482 m) in 2 Stunden